# 萝露
蘿露，是卡普空遊戲《洛克人元祖系列》的角色。是个家用型機器人，由科学家莱特博士创造。在原版游戏中是个经营商店的配角，並不是为了战斗而设计。
在《洛克人EXE》和《洛克人DASH》中有不同版本对应該角色，在《洛克人洛克人》里的關卡編輯模式中，玩家可操作該角色。許多粉丝也经常改造之前的游戏，使她作為主角。

## 人物
蘿露的機器人編號為「DRN-002」。在洛克人被改造成戰鬥型機器人後，萊特博士用之替補打掃的工作，猶如洛克的妹妹。機器人中的一點紅，不只深受萊特博士的機器人們所仰慕，連威利博士製造的部分機器人也是她的粉絲。雖說是家用型機器人，也無法像洛克人一樣使用武器，只能拿起像掃把或雨傘之類的棒狀武器揮擊，但可以使出與洛克不相上下的戰鬥力，連身為製造者的萊特博士都大為吃驚，使用不同的棒狀武器能獲得不同的攻擊效果。

## 角色設計
蘿露最初的设計是一个马尾辫上绑着绿色丝带的穿着红裙子和红色玛丽珍鞋的年轻金发女孩，是莱特博士创造的第三个机器人，作为助手和负责家务
。在《洛克人EXE》中設計是如同平板狀的金色長髮、身穿粉紅色頭盔與緊身衣的模樣，為櫻井美露的網路領航員。